# J. Walter Kennedy Citizenship Award
Le J. Walter Kennedy Citizenship Award ou Trophée J.Walter Kennedy Citizenship est une récompense annuelle de la National Basketball Association (NBA), décernée depuis 1975, qui porte le nom du deuxième commissaire (le président) de la ligue Walter Kennedy.
Elle honore un joueur ou un entraineur pour les services rendus et son action envers la communauté au sens général et envers les populations dans le besoin en particulier. Le trophée est présenté et soumis au vote chaque année par la Professional Basketball Writers Association.
Le lauréat est sélectionné par la Pro Basketball Writers Association (PBWA). La PBWA représente les rédacteurs de journaux, de magazines et de services Internet qui couvrent régulièrement la NBA. La personne ayant obtenue le plus grand nombre de points remporte le prix. Le prix est habituellement décerné à une personne qui a fait une contribution de bienfaisance importante. Par exemple, Kevin Garnett a reçu ce prix en 2006 après avoir fait un don de 1,2 million de dollars en faveur des sinistrés de l’ouragan Katrina,.
Depuis sa création, le prix a été décerné à 34 personnes différentes. Une seule saison a connu deux victoires conjointes : Michael Cooper et Rory Sparrow en 1986. Dikembe Mutombo est quant à lui le seul joueur à avoir remporté le prix deux fois. Frank Layden et Joe O'Toole sont les seuls personnes qui ont remporté le prix, sans être des joueurs de la ligue. Layden, lauréat du prix de 1983-1984, était l’entraîneur principal du Jazz de l'Utah, tandis que O’Toole, vainqueur du prix de 1994-1995, était le préparateur physique des Hawks d'Atlanta.

## Palmarès

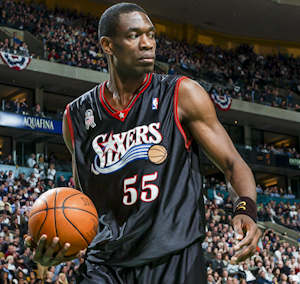
Dikembe Mutombo est le seul joueur à avoir remporté le prix à deux reprises.

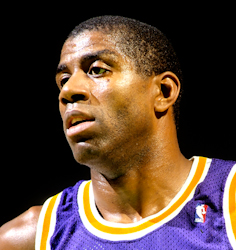
Magic Johnson.

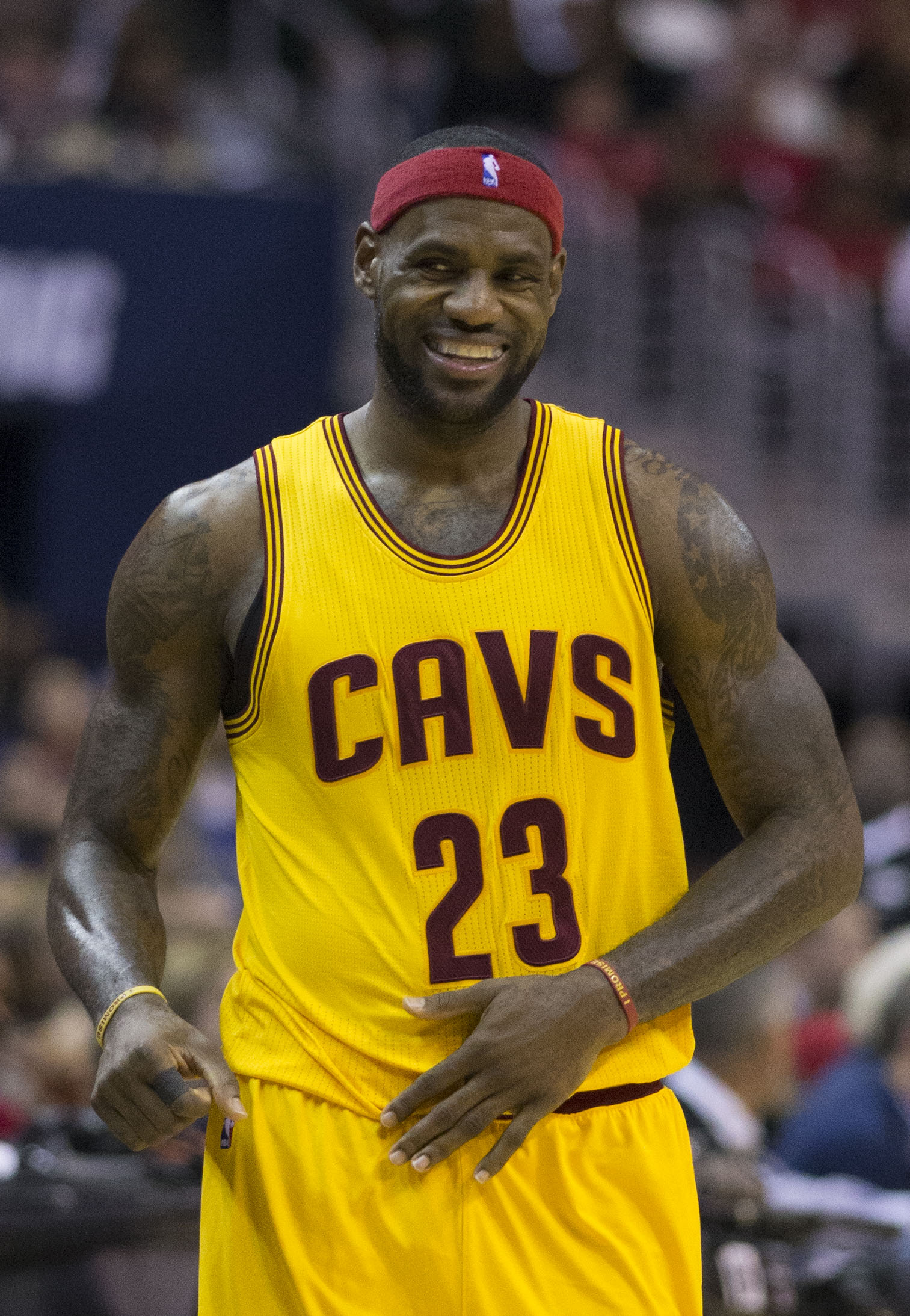
LeBron James.

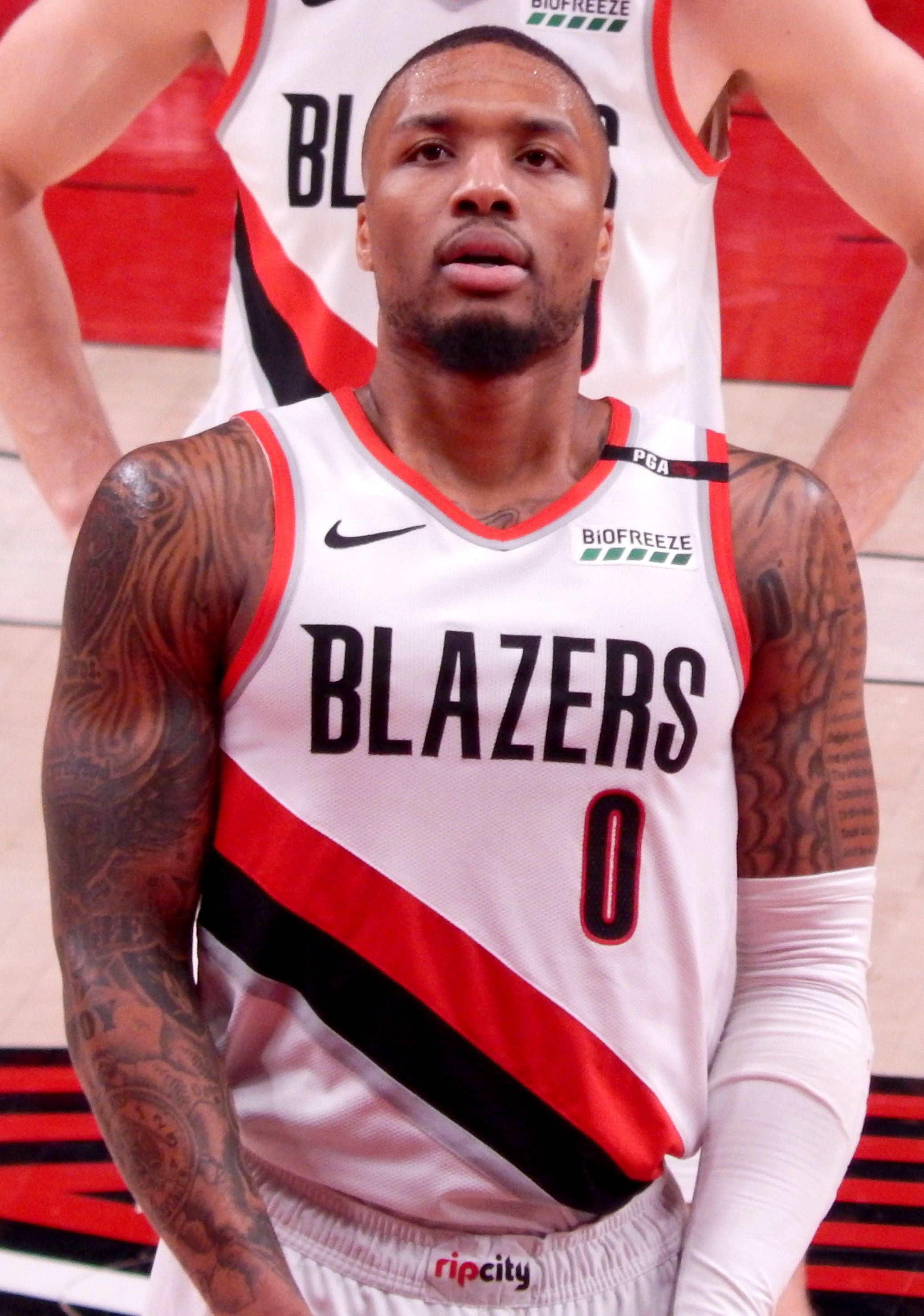
Damian Lillard.

|            | Joueur toujours en activité en NBA                      |
|            | Joueur élu au Naismith Memorial Basketball Hall of Fame |
| Joueur (X) | Nombre de fois où le joueur a remporté le prix          |

| Saison    | Vainqueur           | Nationalité | Équipe                          |
| --------- | ------------------- | ----------- | ------------------------------- |
| 1974-1975 | Wes Unseld          | États-Unis  | Bullets de Washington           |
| 1975-1976 | Slick Watts         | États-Unis  | SuperSonics de Seattle          |
| 1976-1977 | Dave Bing           | États-Unis  | Bullets de Washington (2)       |
| 1977-1978 | Bob Lanier          | États-Unis  | Pistons de Détroit              |
| 1978-1979 | Calvin Murphy       | États-Unis  | Rockets de Houston              |
| 1979-1980 | Austin Carr         | États-Unis  | Cavaliers de Cleveland          |
| 1980-1981 | Mike Glenn          | États-Unis  | Knicks de New York              |
| 1981-1982 | Kent Benson         | États-Unis  | Pistons de Détroit (2)          |
| 1982-1983 | Julius Erving       | États-Unis  | 76ers de Philadelphie           |
| 1983-1984 | Frank Layden        | États-Unis  | Jazz de l'Utah                  |
| 1984-1985 | Dan Issel           | États-Unis  | Nuggets de Denver               |
| 1985-1986 | Michael Cooper      | États-Unis  | Lakers de Los Angeles           |
| 1985-1986 | Rory Sparrow        | États-Unis  | Knicks de New York (2)          |
| 1986-1987 | Isiah Thomas        | États-Unis  | Pistons de Détroit (3)          |
| 1987-1988 | Alex English        | États-Unis  | Nuggets de Denver (2)           |
| 1988-1989 | Thurl Bailey        | États-Unis  | Jazz de l'Utah (2)              |
| 1989-1990 | Doc Rivers          | États-Unis  | Hawks d'Atlanta                 |
| 1990-1991 | Kevin Johnson       | États-Unis  | Suns de Phoenix                 |
| 1991-1992 | Magic Johnson       | États-Unis  | Lakers de Los Angeles (2)       |
| 1992-1993 | Terry Porter        | États-Unis  | Trail Blazers de Portland       |
| 1993-1994 | Joe Dumars          | États-Unis  | Pistons de Détroit (4)          |
| 1994-1995 | Joe O'Toole         | États-Unis  | Hawks d'Atlanta (2)             |
| 1995-1996 | Chris Dudley        | États-Unis  | Trail Blazers de Portland (2)   |
| 1996-1997 | P. J. Brown         | États-Unis  | Heat de Miami                   |
| 1997-1998 | Steve Smith         | États-Unis  | Hawks d'Atlanta (3)             |
| 1998-1999 | Brian Grant         | États-Unis  | Trail Blazers de Portland (3)   |
| 1999-2000 | Vlade Divac         | Yougoslavie | Kings de Sacramento             |
| 2000-2001 | Dikembe Mutombo     | RDC         | 76ers de Philadelphie (2)       |
| 2001-2002 | Alonzo Mourning     | États-Unis  | Heat de Miami (2)               |
| 2002-2003 | David Robinson      | États-Unis  | Spurs de San Antonio            |
| 2003-2004 | Reggie Miller       | États-Unis  | Pacers de l'Indiana             |
| 2004-2005 | Eric Snow           | États-Unis  | Cavaliers de Cleveland (2)      |
| 2005-2006 | Kevin Garnett       | États-Unis  | Timberwolves du Minnesota       |
| 2006-2007 | Steve Nash          | Canada      | Suns de Phoenix (2)             |
| 2007-2008 | Chauncey Billups    | États-Unis  | Pistons de Détroit (5)          |
| 2008-2009 | Dikembe Mutombo (2) | RDC         | Rockets de Houston (2)          |
| 2009-2010 | Samuel Dalembert    | Canada      | 76ers de Philadelphie (3)       |
| 2010-2011 | Metta World Peace   | États-Unis  | Lakers de Los Angeles (3)       |
| 2011-2012 | Pau Gasol           | Espagne     | Lakers de Los Angeles (4)       |
| 2012-2013 | Kenneth Faried      | États-Unis  | Nuggets de Denver (3)           |
| 2013-2014 | Luol Deng           | Royaume-Uni | Cavaliers de Cleveland (3)      |
| 2014-2015 | Joakim Noah         | France      | Bulls de Chicago                |
| 2015-2016 | Wayne Ellington     | États-Unis  | Nets de Brooklyn                |
| 2016-2017 | LeBron James        | États-Unis  | Cavaliers de Cleveland (4)      |
| 2017-2018 | J. J. Barea         | Porto Rico  | Mavericks de Dallas             |
| 2018-2019 | Damian Lillard      | États-Unis  | Trail Blazers de Portland (4)   |
| 2019-2020 | Malcolm Brogdon     | États-Unis  | Pacers de l'Indiana (2)         |
| 2022-2023 | Stephen Curry       | États-Unis  | Warriors de Golden State        |
| 2023-2024 | C. J. McCollum      | États-Unis  | Pelicans de La Nouvelle-Orléans |